# Pseudogenes ornaticeps
Pseudogenes ornaticeps là một loài bọ cánh cứng trong họ Cerambycidae.